# Acanthocereus colombianus
Acanthocereus colombianus ist eine Pflanzenart in der Gattung Acanthocereus aus der Familie der Kakteengewächse (Cactaceae). Das Artepitheton colombianus verweist auf das Vorkommen der Art in Kolumbien.

## Beschreibung
Acanthocereus colombianus wächst strauchig mit stark drei- oder vierflügeligen, bis 9 Zentimeter dicken, aufrechten bis überhängenden Trieben und erreicht Wuchshöhen von 3 Metern. Die Ränder der Triebe sind tief gewellt. Die großen Areolen stehen bis 5 Zentimeter voneinander entfernt. Die 1 bis 2 sehr kräftigen Mitteldornen sind bis 5,5 Zentimeter lang. Es sind 5 bis 8 kräftige, 5 Millimeter lange Randdornen vorhanden.
Die Blüten haben eine Länge von bis 25 Zentimetern. Die lederigen Früchte sind rot und mit Dornen besetzt.

## Verbreitung und Systematik
Acanthocereus colombianus ist in Kolumbien verbreitet.
Die Erstbeschreibung wurde 1920 durch Nathaniel Lord Britton und Joseph Nelson Rose veröffentlicht.

## Nachweise